# Irma Zwartkruis
Irma Zwartkruis née le 21 mars 1958 aux Pays-Bas est une triathlète professionnelle néerlandaise, championne des Pays-Bas en 1986 et 1988.

## Palmarès
Le tableau présente les résultats les plus significatifs (podium) obtenus sur le circuit national et international de triathlon et de duathlon depuis 1986,.
| Année | Compétition                               | Pays      | Position           | Temps           |
| ----- | ----------------------------------------- | --------- | ------------------ | --------------- |
| 1991  | Ironman Europe                            | Allemagne | Médaille de bronze | Timing          |
| 1989  | Championnats des Pays-Bas longue distance | Pays-Bas  | Médaille d'or      | Timing          |
| 1989  | Championnat d'Europe longue distance      | Danemark  | Médaille d'argent  | 9 h 36 min 33 s |
| 1989  | Triathlon longue distance Almere          | Pays-Bas  | Médaille d'or      | 9 h 22 min 44 s |
| 1988  | Championnats des Pays-Bas longue distance | Pays-Bas  | Médaille d'or      | Timing          |
| 1988  | Championnats des Pays-Bas                 | Pays-Bas  | Médaille d'or      | Timing          |
| 1988  | Triathlon longue distance Almere          | Pays-Bas  | Médaille d'or      | 9 h 54 min 42 s |
| 1988  | Championnats d'Europe moyenne distance    | Pays-Bas  | Médaille d'argent  | 4 h 18 min 54 s |
| 1987  | Championnat d'Europe longue distance      | Finlande  | Médaille de bronze | 10 h 5 min 2 s  |
| 1987  | Triathlon moyenne distance Van Veenendaal | Pays-Bas  | Médaille d'or      | 4 h 52 min 29 s |
| 1987  | Triathlon moyenne-distance Stein          | Pays-Bas  | Médaille d'or      | 4 h 3 min 53 s  |
| 1987  | Championnats d'Europe moyenne distance    | Allemagne | Médaille de bronze | 4 h 32 min 41 s |
| 1986  | Championnats des Pays-Bas                 | Pays-Bas  | Médaille d'or      | Timing          |
| 1986  | Championnats d'Europe moyenne distance    | Belgique  | Médaille d'argent  | 4 h 36 min 24 s |